# Орлов, Алексей Николаевич (физик)
Алексе́й Никола́евич Орло́в (6 апреля 1917, Петроград, Российская империя — 16 августа 1988, близ станции Березайка, Бологовский район, РСФСР, СССР) — советский физик-теоретик, основоположник кинетики дислокаций, доктор физико-математических наук, профессор.

## Биография
Родился 6 апреля 1917 года в Петрограде. С 1921 по 1931 год родители учёного были в командировке и работали в торговом представительстве Берлина. В столице Германии Орлов учился в немецкой школе. В 1933 году вернулся на родину и был арестован по статье 58 Уголовного кодекса РСФСР. С 1937 года после окончания ссылки в город Петропавловск Орлов стал студентом физико-математического факультета Свердловского Государственного университета, а после окончания университета в 1941 году работал учителем в средней школе. Был мобилизован и направлен на строительство Уральского алюминиевого завода. В январе 1946 года поступил в аспирантуру Института физики металлов УНЦ АН СССР на специальность «Теория металлов». В 1949 году Орлов окончил аспирантуру и через год защитил кандидатскую диссертацию на тему «Теория постоянных упругости упорядочивающихся сплавов». В декабре 1962 года учёный переехал в Ленинград и начал работать в теоретическом отделе Физико-технического института им. А. Ф. Иоффе АН СССР, в 1967 году защитил докторскую диссертацию на тему «Исследования по кинетике дислокаций».
16 августа 1988 года Орлов погиб в железнодорожной катастрофе по пути на Международную конференцию, везя с собой пятую книгу.

## Научная деятельность
В 1960 году Орлов приступил к выполнению обширного исследования по кинетике дислокаций, целью которого являлось установление зависимости между механизмом пластической деформации кристаллов с заданной структурой и феноменологическими характеристиками пластичности материала. На протяжении всей своей жизни Алексей Николаевич сочетал работу физика-теоретика с преподаванием в различных университетов и институтов страны. В его работах получили существенное развитие такие направления, как теория сплавов, микроскопическая теория упругости, теория дислокаций. Благодаря деятельности Орлова теория дефектов в кристаллах превратилась в самостоятельный раздел теоретической физики. Очень важную роль в развитии этой теории на Урале сыграли лекции учёного, прочитанные в 1961 году в Уральском государственном университете им. А. М. Горького для студентов 4-го и 5-го курсов и сотрудников Института физики металлов АН СССР, где и работал в то время Орлов. Интерес к лекции был настолько большим, что её конспект был издан в 1963 году в количестве 200 экземпляров и распространён среди слушателей. Также его лекции слушали студенты Свердловского и Ленинградского государственных университетов, Ленинградского политехнического института. Результаты фундаментальных исследований Алексея Николаевича и его учеников стали составной частью современных теоретических представлений о структуре кристаллических материалов.
Он работал в Уральском государственном университете, Уральском Политехническом институте, Ленинградском государственном университете, а в последние годы своей жизни — в Ленинградском Политехническом институте на кафедре «Физика металлов», основанной по инициативе Абрама Фёдоровича Иоффе академиком Николаем Николаевичем Давиденковым в 1926 году. Очень часто студенты с этого факультета приходили в общежитие института, чтобы почитать конспект единственного, кто сумел написать диплом у Алексея Николаевича. Он признался, что профессор звонил ему в полночь, чтобы продиктовать несколько фраз для обоснования актуальности исследования. А. Н. Орлов создал свою многочисленную школу физиков-теоретиков в области теории дефектов в кристаллах. Он — автор более 200 научных трудов и четырёх книг, которые остаются одними из основных пособий по изучению дефектов кристаллических решёток. Орлов был членом 4 научных Советов АН СССР по проблемам «Теория твёрдого тела», «Физика прочности и пластичности», «Радиационная физика твёрдого тела». Он активно сотрудничал с журналом «Физика металлов и металловедение», будучи членом редколлегии, рецензировал и редактировал многие научные статьи. Теоретические и экспериментальные работы начатые Орловым, и связанные с изучением дислокационной структуры, продолжаются в Институте физики металлов и в настоящее время.

### Основные научные работы
Учебные пособия, книги:
- А. Н. Орлов. Введение в теорию дефектов в кристаллах. — М.: Высш. школа, 1983. — 144 с.

Статьи:
- А. Н. Орлов. Кинетика дислокационных структур // ФММ. — 1967. — С. 817—827.
- А. Н. Орлов, Ш. Х. Ханнанов. Уравнения кинетики дефектов в поликристалле с учётом структуры границ зёрен // Поверхность. — 1986. — С. 71—80.

### Комментарии
1. ↑  Кинетика дислокаций — вид дефектов металлов и сплавов[2].